# Kuarrhaphis cretacea
Kuarrhaphis cretacea är en svampdjursart som först beskrevs av Ernst Haeckel 1872.  Kuarrhaphis cretacea ingår i släktet Kuarrhaphis och familjen Trichogypsiidae. Inga underarter finns listade i Catalogue of Life.